# 广瑞站
廣瑞站位于中华人民共和国江苏省无锡市梁溪区锡沪路与马巷路交叉口地下，是无锡地铁3号线的地铁站。

## 車站構造
| 1F                | 地面 | 出入口 |
| B1                | 站厅 | 客服中心、自動售票                                                                                          |
| B2                | 月台 | \| \| \| █ 3号线往苏庙（无锡火车站） \| \| 島式 · 開左邊车门 \| \| \| \| \| \| █ 3号线往硕放机场（靖海） \| |
|                   |      | █ 3号线往苏庙（无锡火车站）                                                                                 |
| 島式 · 開左邊车门 |      | |
|                   |      | █ 3号线往硕放机场（靖海）                                                                                   |

### 出入口
| 編號                | 建議前往的目的地 | 圖片 | 无障碍设施 |
| ------------------- | ---------------- | ---- | ---------- |
| 1 · 出口            |                  |      | 不適用     |
| 2 · 出口 · （设有） |                  |      |            |
| 图例： 设有         |                  |      |            |

## 历史沿革
- 2020年10月28日，随3号线一同开通。，于2020年10月28号开通运营[2]。